# Robert Smith (Politiker, 1757)

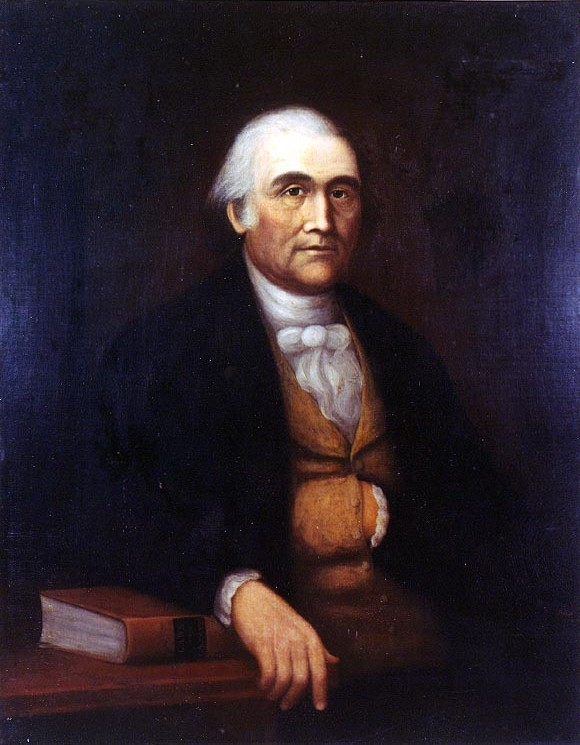
Robert Smith

Robert Smith (* 3. November 1757 in Lancaster, Province of Pennsylvania; † 26. November 1842 in Baltimore, Maryland) war ein US-amerikanischer Politiker, der 2. Marineminister und der 6. Außenminister.
Während der amerikanischen Revolution diente Smith als Private in der Kontinentalarmee und nahm auch an der Schlacht von Brandywine teil. Er graduierte 1781 nach seinem Jura-Studium an der Universität Princeton und begann als niedergelassener Anwalt in Maryland. 1789 wurde er Präsident des Electoral College in Maryland und war von 1793 bis 1795 Mitglied des Senats von Maryland. Von 1796 bis 1800 war er Delegierter im Repräsentantenhaus von Maryland (House of Delegates) und gehörte von 1798 bis 1801 dem Stadtrat von Baltimore an.
US-Präsident Thomas Jefferson berief ihn am 27. Juli 1801 zum Marineminister. Am 2. März 1805 bestätigte der US-Senat ihn im Amt des United States Attorney General und Jacob Crowninshield übernahm das Amt des Marineministers. Nachdem Crowninshield sein Amt niedergelegt hatte, übernahm Smith auch wieder das Amt des Marineministers. Nach der Präsidentschaft von Jefferson legte auch Smith am 4. März 1809 sein Amt als Marineminister nieder und wurde von dem neuen US-Präsidenten James Madison am 6. März 1809 zum neuen Außenminister berufen.
In dieser Funktion verhandelte er 1809 das Smith-Erskine Agreement, das letztlich von der britischen Regierung nicht angenommen wurde und damit die Beziehungen zwischen beiden Staaten stark beeinflusste.
Smith kam zunehmend zu der Überzeugung, dass die Handelssanktionen gegenüber dem Vereinigten Königreich, die als Vergeltung für Londons Blockade amerikanischen Seehandels während der Koalitionskriege beschlossen wurden, sinnlos waren. Er geriet deswegen in heftige Auseinandersetzungen mit Präsident Madison, der an Napoleon Bonapartes Zusicherung glaubte, Amerika seine Häfen wieder zu öffnen. Smith fürchtete, dass Napoleon die Situation manipulativ ausnutzte, um die Vereinigten Staaten in Konfrontation mit Großbritannien zu bringen. Mit Madisons größten Verbündeten im Kabinett, Albert Gallatin, erodierten die Beziehungen so stark, dass dieser dem Präsidenten seinen Rücktritt anbot. Madison lehnte dieses Ansinnen ab und teilte Smith in einem privaten Gespräch mit, dass er ihn für ineffizient und illoyal hielt. Smith trat unmittelbar danach am 1. April 1811 als Außenminister zurück. Sein Nachfolger im Amt wurde James Monroe.
Nach seiner politischen Karriere wurde Smith 1813 Präsident der American Bible Society und 1818 Gründungspräsident der Maryland Agriculture Society.
Nach ihm wurde zu seinen Ehren der nach dem Ende des Ersten Weltkrieges gebaute Zerstörer USS Robert Smith (DD-324) der Clemson-Klasse benannt.